# Хантер, Холли
Хо́лли Патри́ция Ха́нтер (англ. Holly Patricia Hunter; род. 20 марта 1958, Коньерс, Джорджия, США) — американская актриса театра, кино, телевидения и озвучивания.
За более чем 40-летнюю карьеру Хантер прославилась своими разноплановыми ролями как в кино, так и на телевидении. Известность актриса получила после выхода фильмов «Воспитывая Аризону» и «Телевизионные новости», за последний из которых она номинировалась на премию «Оскар». Роль немой пианистки Ады Макграт в драме «Пианино» принесла ей мировое признание и множество наград, в том числе «Оскар», BAFTA и «Золотой глобус». Впоследствии Хантер ещё дважды выдвигалась на «Оскар» за фильмы «Фирма» и «Тринадцать». Также является обладательницей двух премий «Эмми» за работы на телевидении.

## Ранняя жизнь
Холли Хантер родилась 20 марта 1958 года в Коньерсе. Она — младший ребёнок из семи детей домохозяйки Опал Маргерит (1918—2011) и фермера Чарльза Эдвина Хантера. В детстве Хантер переболела свинкой, из-за чего потеряла слух на левое ухо. Она нерелигиозна.
В 1970-х годах, параллельно с учёбой в средней школе округа Рокдейл, Хантер дебютировала в местных постановках «Оклахома!», «Человек из Ла-Манчи» и «Скрипач на крыше». Затем она получила степень по драматургии в университете Карнеги — Меллона в Питтсбурге. По его окончании актриса играла роли инженю в Городском театре Питтсбурга.

## Карьера

### Ранние работы и первое признание
Переехав в Бронкс (Нью-Йорк), Хантер продолжительное время жила в одной комнате с актрисой Фрэнсис Макдорманд. В начале 1980-х годов актриса познакомилась с драматургом Бет Хенли, после чего получила роли в её пьесах «Преступления сердца» и «Конкурс „Мисс Фейерверк“».
В кино Хантер дебютировала в слэшере 1981 года «Сожжение». В следующем году, переехав в Лос-Анджелес, актриса начала работать на телевидении, после чего в 1984 году появилась во второстепенной роли в фильме «Дополнительная смена». В этом же году она впервые сотрудничала с дебютантами Джоэлом и Итаном Коэнами в нео-нуарном фильме «Просто кровь». Хантер должна была сыграть главную роль, но из-за занятости в театре порекомендовала кандидатуру своей соседки по комнате Фрэнсис Макдорманд. В итоге её роль ограничилась лишь голосом в автоответчике без указания в титрах. Известность Хантер получила спустя три года, когда Коэны написали для неё главную роль в фильме «Воспитывая Аризону». Затем последовала комедия «Телевизионные новости», куда актриса была приглашена всего за два дня до начала съёмок вместо забеременевшей Дебры Уингер. Роль продюсера новостей Джейн Крэйг принесла ей признание критиков и первые номинации на «Оскар» и «Золотой глобус». В 1989 году она повторила роль в фильме «Мисс Фейерверк», сыгранную ранее в пьесе.

### Успех и премия «Оскар»

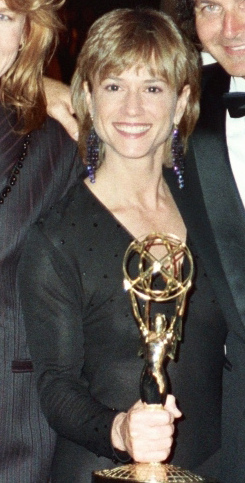
Хантер на церемонии вручения премии «Эмми», 1989 год

На рубеже 1980-х и 1990-х годов Хантер продолжала появляться на телевидении. Наиболее примечательными телефильмами с её участием были «Роу против Уэйда» и «Убийца предводителя», за которые она выиграла две премии «Эмми» и номинировалась на «Золотой глобус».
Вновь Хантер привлекла к себе внимание критиков в 1993 году, снявшись в фильмах «Пианино» и «Фирма». Чтобы воплотить роль немой пианистки Ады Макграт в «Пианино», она разрабатывала с сурдопедагогом специальный язык жестов, который по сюжету могли понимать только героиня и её дочь. Актриса также сама играла на пианино во всех сценах. В «Фирме» Хантер предстала в образе легкомысленной секретарши, помогающей главному герою в расследовании коррупции и мошеннических сделок компании, в которой он работает. За оба фильма она первоначально выдвигалась на «Оскар» в один год в категориях «лучшая женская роль» и «лучшая женская роль второго плана» соответственно. Однако именно «Пианино» принёс Холли Хантер большой успех: за роль она получила не только «Оскар», но и практически все награды, на которые номинировалась. Примечательно, что премии за женскую роль второго плана тогда была удостоена Анна Пэкуин, экранная дочь актрисы по фильму.
В 1995—1999 годах Хантер появлялась в основном в разножанровых и малюбюджетных проектах, таких как «Имитатор», «Домой на праздники», скандально-резонансная «Автокатастрофа», «Жизнь хуже обычной», «На всю катушку», «Сын Иисуса» и «Ищите женщину».

### Работы на телевидении и дальнейшая кинокарьера
В 2000 году актриса повторно работала с братьями Коэнами, снявшись в их фильме «О, где же ты, брат?». Затем она вновь перешла на телевидение, получив номинации на «Эмми» за роли в телефильмах «Война округа Харлан», «Женские тайны» и «Когда Билли побеждает Бобби», после чего возвратилась к работам в кино. В 2003 году Хантер сыграла Мелани Фрилэнд, мать взрослеющей девочки-подростка, в драме «Тринадцать». Она согласилась взять на себя эту роль после личной беседы с режиссёром фильма Кэтрин Хардвик. За игру актриса была удостоена положительных оценок критиков и номинаций на премии «Оскар», «Золотой глобус» и BAFTA. В 2004 году она озвучила героиню Хелен Парр в успешном мультфильме «Суперсемейка».
К середине 2000-х годов Хантер сделала перерыв в кинокарьере, снова сосредоточившись на телевидении. С 2007 по 2010 год актриса снималась в драматическом сериале «Спасите Грейс», в котором также выступила в качестве исполнительного продюсера. Роль принесла ей похвалу от критиков и номинации на «Золотой глобус» и «Эмми». 30 мая 2008 года за вклад в кино Холли Хантер была удостоена Звезды на Аллее славы. В 2009 году актрисе вручили премию Women in Film Lucy Awards за достижения в области телевидения.
В первой половине 2010-х годов Хантер снималась преимущественно в малозаметных фильмах и эпизодах на телевидении. В 2016 году сыграла сенатора Финч в супергеройском фильме «Бэтмен против Супермена: На заре справедливости». В 2017 году актриса вновь получила высокие оценки критиков за роль матери главной героини в комедии «Любовь — болезнь», и являлась одной из ключевых претенденток на соискание премии «Оскар», однако в итоге не попала в шорт-лист. В 2018 году вернулась к озвучиванию роли Хелен Парр в мультфильме «Суперсемейка 2».
В начале 2020-х годов Хантер исполнила ключевые роли в телефильме «Правило Коми» и ситкоме «Господин мэр». В 2023 году она вошла в актёрский состав будущего фильма «Ураган Анна» о фотомодели Анне Николь Смит в исполнении Сильвии Хукс.

## Отзывы
Первой признанной критиками киноработой Хантер стала Джейн Крэйг, эмоциональный продюсер в «Телевизионных новостях». «На Хантер приятно смотреть», — так описывал её Хэл Хинсон из The Washington Post. Однако наиболее высоко оценённым фильмом актрисы является «Пианино», где она сыграла немую пианистку Аду Макграт. Оуэн Глейберман из Entertainment Weekly писал: «У Хантер строгий, мощный образ, как у великих актрис немого кино».
Брайан Лоури из Variety оставил следующий отзыв об актрисе в телесериале «Спасите Грейс»: «Эта мрачная, завораживающая драма основана на восхитительной актёрской игре Холли Хантер, своего рода эффектной роли, которая компенсирует множество грехов».

## Личная жизнь
С 1995 по 2001 год актриса была замужем за оператором Янушем Каминским, известным по работе над фильмами «Список Шиндлера» и «Спасти рядового Райана» и «Война миров».
С 2001 года Хантер состоит в отношениях с актёром Гордоном Макдональдом. В январе 2006 года у Макдональда и Хантер (которой на тот момент было 47 лет) родились мальчики-близнецы Клод и Пресс.

## Фильмография
| Год       |     | Русское название                                | Оригинальное название                                                         | Роль                         |
| --------- | --- | ----------------------------------------------- | ----------------------------------------------------------------------------- | ---------------------------- |
| 1981      | ф   | Сожжение                                        | The Burning                                                                   | Софи                         |
| 1983      | тф  | Свенгали                                        | Svengali                                                                      | Лесли                        |
| 1983      | тф  | Необычная любовь                                | An Uncommon Love                                                              | Карен                        |
| 1984      | ф   | Просто кровь                                    | Blood Simple                                                                  | Хелен Тренд                  |
| 1984      | ф   | Дополнительная смена                            | Swing Shift                                                                   | Джинни Шерман                |
| 1984      | тф  | Намерение убить                                 | Intend to Kill                                                                | Уинн Нолен                   |
| 1987      | ф   | Воспитывая Аризону                              | Raising Arizona                                                               | Эдвина «Эд» Макдонно         |
| 1987      | тф  | Сборище стариков                                | A Gathering of Old Men                                                        | Кэнди Маршалл                |
| 1987      | ф   | Конец пути                                      | End of the Line                                                               | Шарлотта Хейни               |
| 1987      | ф   | Телевизионные новости                           | Broadcast News                                                                | Джейн Крейг                  |
| 1989      | ф   | Мисс Фейерверк                                  | Miss Firecracker                                                              | Карнель Скотт                |
| 1989      | кор | Три козлёнка Билли Графф и три поросёнка        | The Three Billy Goats Gruff and The Three Little Pigs                         | рассказчица                  |
| 1989      | тф  | Роу против Уэйда                                | Roe vs. Wade                                                                  | Эллен Расселл / Джейн Доу    |
| 1989      | ф   | Поведение животных                              | Animal Behavior                                                               | Корал Грейбл                 |
| 1989      | ф   | Всегда                                          | Always                                                                        | Доринда Дарстон              |
| 1991      | ф   | Ещё кружок                                      | Once Around                                                                   | Рената Белла                 |
| 1992      | тф  | Без ума от любви                                | Crazy in Love                                                                 | Джорджи Симондс              |
| 1993      | тф  | Убийца предводителя                             | The Positively True Adventures of the Alleged Texas Cheerleader-Murdering Mom | Ванда Холлоуэй               |
| 1993      | ф   | Пианино                                         | The Piano                                                                     | Ада Макграт                  |
| 1993      | ф   | Фирма                                           | The Firm                                                                      | Тэмми Хемфилл                |
| 1995      | ф   | Имитатор                                        | Copycat                                                                       | Мэри Джейн «Эм Джей» Монахан |
| 1995      | ф   | Домой на праздники                              | Home for the Holidays                                                         | Клодия Ларсон                |
| 1996      | ф   | Автокатастрофа                                  | Crash                                                                         | Хелен Ремингтон              |
| 1997      | ф   | Жизнь хуже обычной                              | A Life Less Ordinary                                                          | О’Райли                      |
| 1998      | ф   | На всю катушку                                  | Living Out Loud                                                               | Джудит Мур                   |
| 1999      | ф   | Ищите женщину                                   | Woman Wanted                                                                  | Эмма Райли                   |
| 1999      | ф   | Сын Иисуса                                      | Jesus' Son                                                                    | Мира                         |
| 1999      | в   | Мои ноты живы! Мои цветные дни                  | Notes Alive! My Many Colored Days                                             | рассказчица                  |
| 2000      | тф  | Женские тайны                                   | Things You Can Tell Just by Looking at Her                                    | Ребекка Уэйнон               |
| 2000      | ф   | Таймкод                                         | Timecode                                                                      | Рене Фишбайн                 |
| 2000      | ф   | О, где же ты, брат?                             | O Brother, Where Art Thou?                                                    | Пенни Уорви Макгилл          |
| 2000      | тф  | Война округа Харлан                             | Harlan County War                                                             | Руби Кинкейд                 |
| 2001      | с   | Американское приключение                        | American Experience                                                           | Мэри Тодд Линкольн           |
| 2001      | тф  | Когда Билли побеждает Бобби                     | When Billie Beat Bobby                                                        | Билли Джин Кинг              |
| 2001      | ф   | Фестиваль в Каннах                              | Festival in Cannes                                                            | в роли самой себя            |
| 2002      | ф   | Миля лунного света                              | Moonlight Mile                                                                | Мона Кэмп                    |
| 2003      | ф   | Раскаяние                                       | Levity                                                                        | Адель Исли                   |
| 2003      | ф   | Тринадцать                                      | Thirteen                                                                      | Мелани Фриленд               |
| 2004      | ф   | Маленькая чёрная книжка                         | Little Black Book                                                             | Барб                         |
| 2004      | мф  | Суперсемейка                                    | The Incredibles                                                               | Эластика                     |
| 2005      | ф   | Девять жизней                                   | Nine Lives                                                                    | Соня                         |
| 2005      | ф   | Большая белая обуза                             | The Big White                                                                 | Маргарет Барнелл             |
| 2005      | мф  | Цыплёнок Цыпа                                   | Chicken Little                                                                | Цыплёнок Цыпа в детстве      |
| 2007      | мс  | Пип и большой мир                               | Peep and the Big Wide World                                                   | Робин                        |
| 2007—2010 | с   | Спасите Грейс                                   | Saving Grace                                                                  | Грейс Ханадарко              |
| 2011      | ф   | Портреты в драматическое время                  | Portraits in Dramatic Time                                                    | в роли самой себя            |
| 2012      | ф   | Джеки                                           | Jackie                                                                        | Джеки                        |
| 2012      | ф   | Обучение полётам                                | Won't Back Down                                                               | Эвелин Риск                  |
| 2013      | с   | Вершина озера                                   | Top of the Lake                                                               | Джи Джей                     |
| 2013      | ф   | Агнец Божий                                     | Paradise                                                                      | Мелани Маннерхелм            |
| 2013      | ки  | Disney Infinity                                 | Disney Infinity                                                               | Эластика                     |
| 2013      | мтф | Бонни и Клайд                                   | Bonnie & Clyde                                                                | Эмма Паркер                  |
| 2014      | ф   | Манглхорн                                       | Manglehorn                                                                    | Дон                          |
| 2014      | ки  | Disney Infinity 2.0                             | Disney Infinity 2.0                                                           | Эластика                     |
| 2015      | ки  | Disney Infinity 3.0                             | Disney Infinity 3.0                                                           | Эластика                     |
| 2016      | ф   | Бэтмен против Супермена: На заре справедливости | Batman v Superman: Dawn of Justice                                            | сенатор Финч                 |
| 2016      | ф   | Непривычная погода                              | Strange Weather                                                               | Дарси Бейлор                 |
| 2017      | ф   | Сломанная жизнь                                 | Breakable You                                                                 | Элинор Уэллер                |
| 2017      | ф   | Любовь — болезнь                                | The Big Sick                                                                  | Бет Гарднер                  |
| 2017      | ф   | Между нами музыка                               | Song to Song                                                                  | Миранда                      |
| 2018      | с   | Здесь и сейчас                                  | Here and Now                                                                  | Одри Байер                   |
| 2018      | мф  | Суперсемейка 2                                  | The Incredibles 2                                                             | Эластика                     |
| 2019      | с   | Наследники                                      | Succession                                                                    | Рея Джаррелл                 |
| 2020      | мтф | Правило Коми                                    | The Comey Rule                                                                | Салли Йейтс                  |
| 2019—2020 | мс  | Благословите Хартов                             | Bless the Harts                                                               | Марджун Гэмбл                |
| 2021      | мс  | Мультяшки от Pixar                              | Pixar Popcorn                                                                 | Эластика                     |
| 2021—2022 | с   | Господин мэр                                    | Mr. Mayor                                                                     | Арпи Мескимен                |
| TBA       | ф   | Ураган Анна                                     | Hurricanna                                                                    | терапевт Анны Николь Смит    |

## Награды и номинации
| Премия                                                            | Год  | Работа                                                      | Категория                                                                              | Результат |
| ----------------------------------------------------------------- | ---- | ----------------------------------------------------------- | -------------------------------------------------------------------------------------- | --------- |
| Оскар                                                             | 1988 | Телевизионные новости                                       | Лучшая женская роль                                                                    | Номинация |
| Оскар                                                             | 1994 | Пианино                                                     | Лучшая женская роль                                                                    | Победа    |
| Оскар                                                             | 1994 | Фирма                                                       | Лучшая женская роль второго плана                                                      | Номинация |
| Оскар                                                             | 2004 | Тринадцать                                                  | Лучшая женская роль второго плана                                                      | Номинация |
| BAFTA                                                             | 1994 | Пианино                                                     | Лучшая женская роль                                                                    | Победа    |
| BAFTA                                                             | 1994 | Фирма                                                       | Лучшая женская роль второго плана                                                      | Номинация |
| BAFTA                                                             | 2004 | Тринадцать                                                  | Лучшая женская роль второго плана                                                      | Номинация |
| Золотой глобус                                                    | 1988 | Телевизионные новости                                       | Лучшая женская роль — комедия или мюзикл                                               | Номинация |
| Золотой глобус                                                    | 1990 | Роу против Уэйда                                            | Лучшая женская роль — мини-сериал или телефильм                                        | Номинация |
| Золотой глобус                                                    | 1994 | Пианино                                                     | Лучшая женская роль — драма                                                            | Победа    |
| Золотой глобус                                                    | 1994 | Убийца предводителя                                         | Лучшая женская роль — мини-сериал или телефильм                                        | Номинация |
| Золотой глобус                                                    | 2001 | Война округа Харлан                                         | Лучшая женская роль — мини-сериал или телефильм                                        | Номинация |
| Золотой глобус                                                    | 2004 | Тринадцать                                                  | Лучшая женская роль второго плана — кинофильм                                          | Номинация |
| Золотой глобус                                                    | 2008 | Спасите Грейс                                               | Лучшая женская роль в телевизионном сериале — драма                                    | Номинация |
| Эмми                                                              | 1989 | Роу против Уэйда                                            | Лучшая женская роль в мини-сериале или фильме                                          | Победа    |
| Эмми                                                              | 1993 | Убийца предводителя                                         | Лучшая женская роль в мини-сериале или фильме                                          | Победа    |
| Эмми                                                              | 2000 | Война округа Харлан                                         | Лучшая женская роль в мини-сериале или фильме                                          | Номинация |
| Эмми                                                              | 2001 | Когда Билли побеждает Бобби                                 | Лучшая женская роль в мини-сериале или фильме                                          | Номинация |
| Эмми                                                              | 2001 | Женские тайны                                               | Лучшая женская роль второго плана в мини-сериале или фильме                            | Номинация |
| Эмми                                                              | 2008 | Спасите Грейс                                               | Лучшая женская роль в драматическом телесериале                                        | Номинация |
| Эмми                                                              | 2009 | Спасите Грейс                                               | Лучшая женская роль в драматическом телесериале                                        | Номинация |
| Премия Гильдии киноактёров США                                    | 2004 | Тринадцать                                                  | Лучшая женская роль второго плана                                                      | Номинация |
| Премия Гильдии киноактёров США                                    | 2008 | Спасите Грейс                                               | Лучшая женская роль в драматическом сериале                                            | Номинация |
| Премия Гильдии киноактёров США                                    | 2009 | Спасите Грейс                                               | Лучшая женская роль в драматическом сериале                                            | Номинация |
| Премия Гильдии киноактёров США                                    | 2010 | Спасите Грейс                                               | Лучшая женская роль в драматическом сериале                                            | Номинация |
| Премия Гильдии киноактёров США                                    | 2014 | Вершина озера                                               | Лучшая женская роль в телефильме или мини-сериале                                      | Номинация |
| Премия Гильдии киноактёров США                                    | 2018 | Любовь — болезнь                                            | Лучшая женская роль второго плана                                                      | Номинация |
| Премия Гильдии киноактёров США                                    | 2018 | Любовь — болезнь                                            | Лучший актёрский состав в игровом кино                                                 | Номинация |
| CableACE Award                                                    | 1993 | Без ума от любви                                            | Лучшая женская роль в фильме или мини-сериале                                          | Номинация |
| CableACE Award                                                    | 1994 | Убийца предводителя                                         | Лучшая женская роль в фильме или мини-сериале                                          | Победа    |
| 20/20                                                             | 2014 | Пианино                                                     | Лучшая женская роль                                                                    | Победа    |
| 20/20                                                             | 2014 | Фирма                                                       | Лучшая женская роль второго плана                                                      | Номинация |
| BAM                                                               | 2017 | Любовь — болезнь                                            | Лучшая женская роль второго плана                                                      | Номинация |
| BAM                                                               | 2017 | Любовь — болезнь                                            | Лучший актёрский состав                                                                | Номинация |
| Премия Американской ассоциации пенсионеров за фильмы для взрослых | 2018 | Любовь — болезнь                                            | Лучшая женская роль второго плана                                                      | Номинация |
| American Comedy Awards                                            | 1988 | Телевизионные новости                                       | Самая смешная актриса                                                                  | Номинация |
| American Comedy Awards                                            | 1999 | На всю катушку                                              | Самая смешная актриса                                                                  | Номинация |
| Американская телевизионная премия                                 | 1993 | Убийца предводителя                                         | Лучшая актриса в телевизионном фильме                                                  | Победа    |
| Энни                                                              | 2019 | Суперсемейка 2                                              | Лучшая озвучка в анимационном полнометражном фильме                                    | Номинация |
| Ассоциация кинокритиков Остина                                    | 2018 | Любовь — болезнь                                            | Лучшая женская роль второго плана                                                      | Номинация |
| Премия сообщества «Awards Circuit»                                | 1993 | Лучшая женская роль                                         | Пианино                                                                                | Победа    |
| Премия сообщества «Awards Circuit»                                | 2003 | Тринадцать                                                  | Лучшая женская роль второго плана                                                      | Номинация |
| Премия сообщества «Awards Circuit»                                | 2017 | Любовь — болезнь                                            | Лучшая женская роль второго плана                                                      | Номинация |
| AACTA                                                             | 1993 | Пианино                                                     | Лучшая женская роль                                                                    | Победа    |
| Берлинский кинофестиваль                                          | 1988 | Телевизионные новости                                       | «Серебряный медведь» за лучшую женскую роль                                            | Победа    |
| Бостонский кинофестиваль                                          | 1998 | —                                                           | Премия «Выдающиеся достижения в кино»                                                  | Победа    |
| Общество кинокритиков Бостона                                     | 1988 | Телевизионные новости                                       | Лучшая женская роль                                                                    | Победа    |
| Общество кинокритиков Бостона                                     | 1993 | Пианино                                                     | Лучшая женская роль                                                                    | Победа    |
| Каннский кинофестиваль                                            | 1993 | Пианино                                                     | Лучшая женская роль                                                                    | Победа    |
| Ассоциация кинокритиков Чикаго                                    | 1994 | Пианино                                                     | Лучшая женская роль                                                                    | Победа    |
| Ассоциация кинокритиков Чикаго                                    | 1999 | На всю катушку                                              | Лучшая женская роль                                                                    | Номинация |
| Ассоциация кинокритиков Чикаго                                    | 2004 | Тринадцать                                                  | Лучшая женская роль второго плана                                                      | Номинация |
| Ассоциация кинокритиков Чикаго                                    | 2017 | Любовь — болезнь                                            | Лучшая женская роль второго плана                                                      | Номинация |
| Хлотрудис                                                         | 2018 | Странная погода                                             | Лучшая женская роль                                                                    | Победа    |
| Фестиваль криминальных фильмов в Коньяке                          | 1996 | Имитатор                                                    | Особое упоминание                                                                      | Победа    |
| Ассоциация кинокритиков Колумбуса                                 | 2018 | Любовь — болезнь                                            | Лучшая женская роль второго плана                                                      | Номинация |
| Гильдия художников по костюмам                                    | 2004 | —                                                           | Премия «Выдающийся актёр»                                                              | Победа    |
| Криминальный триллер                                              | 2013 | Вершина озера                                               | Лучшая женская роль второго плана                                                      | Номинация |
| Выбор критиков                                                    | 2004 | Тринадцать                                                  | Лучшая женская роль второго плана                                                      | Номинация |
| Выбор критиков                                                    | 2018 | Любовь — болезнь                                            | Лучшая женская роль второго плана                                                      | Номинация |
| Ассоциация кинокритиков Далласа — Форт-Уэрта                      | 1993 | Пианино                                                     | Лучшая женская роль                                                                    | Победа    |
| Ассоциация кинокритиков Далласа — Форт-Уэрта                      | 2004 | Тринадцать                                                  | Лучшая женская роль второго плана                                                      | Номинация |
| Ассоциация кинокритиков Далласа — Форт-Уэрта                      | 2017 | Любовь — болезнь                                            | Лучшая женская роль второго плана                                                      | Номинация |
| Давид ди Донателло                                                | 1994 | Пианино                                                     | Лучшая иностранная актриса                                                             | Номинация |
| Общество кинокритиков Детройта                                    | 2017 | Любовь — болезнь                                            | Лучшая женская роль второго плана                                                      | Номинация |
| Общество кинокритиков Детройта                                    | 2017 | Любовь — болезнь                                            | Лучший актёрский состав                                                                | Номинация |
| Премия ансамбля «Equity»                                          | 2014 | Вершина озера                                               | Лучший актёрский состав в мини-сериале или телефильме                                  | Победа    |
| Альянс женщин-киножурналистов                                     | 2019 | Суперсемейка 2                                              | Лучшая актриса озвучивания                                                             | Победа    |
| Международный кинофестиваль комиксов «Этна»                       | 2019 | Суперсемейка 2                                              | Лучшая роль в мультфильме или видеоигре                                                | Номинация |
| Премия Elle Женщина в Голливуде                                   | 2000 | —                                                           | Премия «Икона»                                                                         | Победа    |
| Ассоциация кинокритиков Северной Каролины                         | 2018 | Любовь — болезнь                                            | Лучшая женская роль второго плана                                                      | Номинация |
| Круг кинокритиков Флориды                                         | 2017 | Любовь — болезнь                                            | Лучшая женская роль второго плана                                                      | Номинация |
| Круг кинокритиков Флориды                                         | 2017 | Любовь — болезнь                                            | Лучший актёрский состав                                                                | Номинация |
| Ассоциация кинокритиков Джорджии                                  | 2018 | Любовь — болезнь                                            | Лучшая женская роль второго плана                                                      | Номинация |
| Золотой фильм                                                     | 2012 | Джеки                                                       | —                                                                                      | Победа    |
| Золотое Дерби                                                     | 2004 | Тринадцать                                                  | Женская роль второго плана                                                             | Номинация |
| Золотое Дерби                                                     | 2013 | Вершина озера                                               | Женская роль второго плана в телевизионном фильме или мини-сериале                     | Номинация |
| Золотое Дерби                                                     | 2018 | Любовь — болезнь                                            | Женская роль второго плана                                                             | Номинация |
| Золотое Дерби                                                     | 2020 | Наследники                                                  | Женская роль второго плана — драма                                                     | Номинация |
| Золотое Дерби                                                     | 2021 | Господин мэр                                                | Женская роль второго плана — комедия                                                   | Номинация |
| Золотой Шмос                                                      | 2017 | Любовь — болезнь                                            | Лучшая женская роль второго плана                                                      | Номинация |
| Готэм                                                             | 2005 | Девять жизней                                               | Лучший актёрский состав                                                                | Номинация |
| Грейси                                                            | 2008 | Спасите Грейс                                               | Лучшая женская роль в драматическом сериале                                            | Победа    |
| Гавайское общество кинокритиков                                   | 2018 | Любовь — болезнь                                            | Лучшая женская роль второго плана                                                      | Номинация |
| Кинопремия Ассоциации голливудских критиков                       | 2018 | Любовь — болезнь                                            | Лучшая женская роль второго плана                                                      | Номинация |
| Телепремия Ассоциации голливудских критиков                       | 2021 | Господин мэр                                                | Лучшая женская роль второго плана в широковещательном или кабельном комедийном сериале | Номинация |
| Голливудская кинопремия                                           | 2017 | Любовь — болезнь                                            | Актёрский состав голливудской комедии                                                  | Победа    |
| Общество кинокритиков Хьюстона                                    | 2018 | Любовь — болезнь                                            | Лучшая женская роль второго плана                                                      | Номинация |
| Независимый дух                                                   | 2018 | Любовь — болезнь                                            | Лучшая женская роль второго плана                                                      | Номинация |
| Опрос критиков IndieWire                                          | 2017 | Любовь — болезнь                                            | Лучшая женская роль второго плана                                                      | 5-е место |
| Международное общество киноманов                                  | 2004 | Тринадцать                                                  | Лучшая женская роль второго плана                                                      | Победа    |
| Международная премия онлайн-кино                                  | 2004 | Тринадцать                                                  | Лучшая женская роль второго плана                                                      | Номинация |
| Международная премия онлайн-кино                                  | 2017 | Любовь — болезнь                                            | Лучшая женская роль второго плана                                                      | Победа    |
| Премия кинокритиков Айовы                                         | 2018 | Любовь — болезнь                                            | Лучшая женская роль второго плана                                                      | Номинация |
| Общество кинокритиков Лас-Вегасе                                  | 2004 | Тринадцать                                                  | Лучшая женская роль второго плана                                                      | Победа    |
| Кинофестиваль в Локарно                                           | 2003 | Тринадцать                                                  | Лучшая женская роль                                                                    | Победа    |
| Кинофестиваль в Локарно                                           | 2005 | Девять жизней                                               | Лучшая женская роль                                                                    | Победа    |
| Премия Лондонской ассоциации кинокритиков                         | 1994 | Пианино                                                     | Лучшая женская роль                                                                    | Победа    |
| Премия Лондонской ассоциации кинокритиков                         | 2004 | Тринадцать                                                  | Лучшая женская роль                                                                    | Номинация |
| Премия Лондонской ассоциации кинокритиков                         | 2018 | Любовь — болезнь                                            | Лучшая женская роль второго плана                                                      | Номинация |
| Ассоциация кинокритиков Лос-Анджелеса                             | 1987 | Телевизионные новости                                       | Лучшая женская роль                                                                    | Победа    |
| Ассоциация кинокритиков Лос-Анджелеса                             | 1993 | Пианино                                                     | Лучшая женская роль                                                                    | Победа    |
| Общество онлайн-кинокритиков Лос-Анджелеса                        | 2017 | Любовь — болезнь                                            | Лучшая женская роль второго плана                                                      | Номинация |
| MTV Movie & TV Awards                                             | 2005 | Суперсемейка                                                | Лучшая актёрская команда                                                               | Номинация |
| Национальный совет кинокритиков США                               | 1988 | Телевизионные новости                                       | Лучшая женская роль                                                                    | Победа    |
| Национальный совет кинокритиков США                               | 1994 | Пианино                                                     | Лучшая женская роль                                                                    | Победа    |
| Национальное общество кинокритиков США                            | 1988 | Телевизионные новости Воспитывая Аризону                    | Лучшая женская роль                                                                    | Номинация |
| Национальное общество кинокритиков США                            | 1994 | Пианино                                                     | Лучшая женская роль                                                                    | Победа    |
| New York Film Critics Circle                                      | 1988 | Телевизионные новости                                       | Лучшая женская роль                                                                    | Победа    |
| New York Film Critics Circle                                      | 1994 | Пианино                                                     | Лучшая женская роль                                                                    | Победа    |
| Женщины Нью-Йорка в кино и на телевидении                         | 1993 | —                                                           | Премия «Муза»                                                                          | Победа    |
| Одиссея                                                           | 2018 | Суперсемейка 2                                              | Озвучка                                                                                | Номинация |
| Ассоциация кинокритиков Северного Техаса                          | 2017 | Любовь — болезнь                                            | Лучшая женская роль второго плана                                                      | 2-е место |
| Общество онлайн-кинокритиков                                      | 2004 | Тринадцать                                                  | Лучшая женская роль второго плана                                                      | Номинация |
| Общество онлайн-кинокритиков                                      | 2017 | Любовь — болезнь                                            | Лучшая женская роль второго плана                                                      | Номинация |
| Ассоциация онлайн-кино и телевидения                              | 2013 | Лучшая женская роль второго плана в фильме или мини-сериале | Вершина озера                                                                          | Номинация |
| Ассоциация онлайн-кино и телевидения                              | 2018 | Лучшая женская роль второго плана                           | Любовь — болезнь                                                                       | Номинация |
| Ассоциация онлайн-кино и телевидения                              | 2019 | Лучший актёр озвучивания                                    | Суперсемейка 2                                                                         | Номинация |
| Международный кинофестиваль в Палм-Спрингс                        | 2018 | —                                                           | Премия «Карьерные достижения»                                                          | Победа    |
| People’s Choice Awards                                            | 2009 | Спасите Грейс                                               | Любимая дива телевизионной драмы                                                       | Номинация |
| Круг критиков Феникса                                             | 2017 | Любовь — болезнь                                            | Лучшая женская роль второго плана                                                      | Номинация |
| Премия Общества кинокритиков Феникса                              | 2004 | Тринадцать                                                  | Лучшая женская роль второго плана                                                      | Номинация |
| Премия Общества кинокритиков Феникса                              | 2017 | Любовь — болезнь                                            | Лучшая женская роль второго плана                                                      | Номинация |
| Кинофестиваль в Фениксе                                           | 2001 | —                                                           | Премия «Дань»                                                                          | Победа    |
| Призма                                                            | 2004 | Тринадцать                                                  | Роль в фильме                                                                          | Номинация |
| Призма                                                            | 2008 | Спасите Грейс                                               | Роль в эпизоде драматического сериала                                                  | Номинация |
| Премия Юго-восточной ассоциации кинокритиков                      | 1994 | Пианино                                                     | Лучшая женская роль                                                                    | Победа    |
| Премия Юго-восточной ассоциации кинокритиков                      | 2003 | Тринадцать                                                  | Лучшая женская роль второго плана                                                      | Номинация |
| Ассоциация кинокритиков Сент-Луиса                                | 2017 | Любовь — болезнь                                            | Лучшая женская роль второго плана                                                      | Номинация |
| Общество кинокритиков Сан-Диего                                   | 2017 | Любовь — болезнь                                            | Лучшая женская роль второго плана                                                      | Номинация |
| Круг кинокритиков области залива Сан-Франциско                    | 2017 | Любовь — болезнь                                            | Лучшая женская роль второго плана                                                      | Номинация |
| Спутник                                                           | 1999 | На всю катушку                                              | Лучша женскую роль — комедия или мюзикл                                                | Номинация |
| Спутник                                                           | 2001 | О, где же ты, брат?                                         | Лучшая женская роль второго плана — комедия или мюзикл                                 | Номинация |
| Спутник                                                           | 2001 | Война округа Харлан                                         | Лучшая женская роль — мини-сериал или телефильм                                        | Номинация |
| Спутник                                                           | 2004 | Тринадцать                                                  | Лучшая женская роль второго плана — драма                                              | Номинация |
| Спутник                                                           | 2008 | Спасите Грейс                                               | Лучшая женская роль в телевизионном сериале — драма                                    | Номинация |
| Спутник                                                           | 2018 | Любовь — болезнь                                            | Лучшая женская роль в телевизионном сериале — драма                                    | Номинация |
| Сатурн                                                            | 2008 | Спасите Грейс                                               | Лучшая телеактриса                                                                     | Номинация |
| Кинофестиваль в Саванне                                           | 2017 | —                                                           | Премия «Икона»                                                                         | Победа    |
| Общество кинокритиков Сиэтла                                      | 2017 | Любовь — болезнь                                            | Лучшая женская роль второго плана                                                      | Номинация |
| Сандэнс                                                           | 2003 | —                                                           | Премия «Дань независимому видению»                                                     | Победа    |
| Опрос о фильмах Village Voice                                     | 2003 | Тринадцать                                                  | Лучшая роль второго плана                                                              | 7-е место |
| Голосовое искусство                                               | 2018 | Суперсемейка 2                                              | Лучший мультфильм и закадровый голос                                                   | Победа    |
| Ассоциация кинокритиков Вашингтона, округ Колумбия                | 2003 | Тринадцать                                                  | Лучшая роль второго плана                                                              | Номинация |
| Ассоциация кинокритиков Вашингтона, округ Колумбия                | 2017 | Любовь — болезнь                                            | Лучшая роль второго плана                                                              | Номинация |
| Ассоциация кинокритиков Вашингтона, округ Колумбия                | 2018 | Суперсемейка 2                                              | Лучший актёр озвучивания                                                               | Номинация |